# Sheldon Brookbank
Pour les articles homonymes, voir Brookbank.
Sheldon W. Brookbank (né le 3 octobre 1980 à Lanigan, Saskatchewan au Canada) est un joueur professionnel canadien de hockey sur glace évoluant au poste de défenseur devenu entraîneur.

## Biographie

### Carrière de joueur
Brookbank signe avec les Mighty Ducks d'Anaheim, et joue deux saisons avec leur affilié dans la LAH, les Mighty Ducks de Cincinnati. Il ne fut été re-signé, et en août 2005, il signe un contrat avec les Predators de Nashville.
Au cours de la saison 2005-2006 avec les Admirals de Milwaukee, affiliés aux Predators dans la LAH, Brookbank marque 9 buts, obtient 35 points et enregistre 232 minutes de pénalité.
Au cours de la saison 2006-2007, Brookbank a été nommé capitaine des Admirals et il est appelé pour la première fois de sa carrière dans la LNH. Il participe à trois matchs avec les Predators, et a obtenu une aide et 12 minutes de pénalité. Il remporte le trophée Eddie-Shore du meilleur défenseur de la Ligue américaine de hockey et faot partie de la première équipe d'étoiles de la LAH. Cette saison-là, il est le meilleur défenseur de la LAH au chapitre des points avec 53 points.
Le 2 juillet 2007, il est signé par les Blue Jackets de Columbus. Il rejoint les Devils du New Jersey le 2 octobre 2007 après avoir été mis au ballottage par les Blue Jackets.
Le 3 février 2009, Brookbank est échangé aux Ducks d'Anaheim en échange des droits de David McIntyre.

### Carrière d'entraîneur
En juin 2017, il devient entraîneur adjoint avec les IceHogs de Rockford dans la LAH, marquant du coup la fin de sa carrière de joueur.

## Parenté dans le sport
Il est le frère de Wade Brookbank et le cousin de Geoff Sanderson, qui sont également des joueurs de hockey professionnels.

## Statistiques
| Saison     | Équipe                     | Ligue      |     | Saison régulière | Saison régulière | Saison régulière | Saison régulière | Saison régulière |   | Séries éliminatoires | Séries éliminatoires | Séries éliminatoires | Séries éliminatoires | Séries éliminatoires |
| Saison     | Équipe                     | Ligue      | PJ  | B                | A                | Pts              | Pun              | PJ               | B | A                    | Pts                  | Pun                  |                      |                      |
| 1998-1999  | Broncos de Humboldt        | SJHL       | 61  | 3                | 18               | 21               | 205              | 14               | 1 | 8                    | 9                    | 31                   |                      |                      |
| 1999-2000  | Broncos de Humboldt        | SJHL       | 59  | 13               | 29               | 42               | 240              | 15               | 4 | 7                    | 11                   | 49                   |                      |                      |
| 2000-2001  | Broncos de Humboldt        | SJHL       | 59  | 14               | 35               | 49               | 281              | 5                | 2 | 6                    | 8                    | 10                   |                      |                      |
| 2001-2002  | Sea Wolves du Mississippi  | ECHL       | 62  | 8                | 21               | 29               | 137              | 10               | 1 | 4                    | 5                    | 27                   |                      |                      |
| 2001-2002  | Griffins de Grand Rapids   | LAH        | 6   | 0                | 1                | 1                | 24               | -                | - | -                    | -                    | -                    |                      |                      |
| 2002-2003  | Griffins de Grand Rapids   | LAH        | 69  | 2                | 11               | 13               | 136              | 15               | 1 | 3                    | 4                    | 28                   |                      |                      |
| 2003-2004  | Mighty Ducks de Cincinnati | LNH        | 74  | 2                | 9                | 11               | 216              | 9                | 0 | 2                    | 2                    | 20                   |                      |                      |
| 2004-2005  | Mighty Ducks de Cincinnati | LAH        | 60  | 1                | 11               | 12               | 181              | 11               | 0 | 0                    | 0                    | 40                   |                      |                      |
| 2005-2006  | Admirals de Norfolk        | LAH        | 73  | 9                | 26               | 35               | 232              | 21               | 1 | 8                    | 9                    | 49                   |                      |                      |
| 2006-2007  | Admirals de Norfolk        | LAH        | 78  | 15               | 38               | 53               | 176              | 4                | 0 | 0                    | 0                    | 6                    |                      |                      |
| 2006-2007  | Predators de Nashville     | LNH        | 3   | 0                | 1                | 1                | 12               | -                | - | -                    | -                    | -                    |                      |                      |
| 2007-2008  | Devils du New Jersey       | LNH        | 44  | 0                | 8                | 8                | 63               | -                | - | -                    | -                    | -                    |                      |                      |
| 2007-2008  | Devils de Lowell           | LAH        | 1   | 0                | 0                | 0                | 5                | -                | - | -                    | -                    | -                    |                      |                      |
| 2008-2009  | Devils du New Jersey       | LNH        | 15  | 0                | 0                | 0                | 25               | -                | - | -                    | -                    | -                    |                      |                      |
| 2008-2009  | Ducks d'Anaheim            | LNH        | 29  | 1                | 3                | 4                | 51               | 13               | 0 | 0                    | 0                    | 18                   |                      |                      |
| 2009-2010  | Ducks d'Anaheim            | LNH        | 66  | 0                | 9                | 9                | 114              | -                | - | -                    | -                    | -                    |                      |                      |
| 2010-2011  | Ducks d'Anaheim            | LNH        | 40  | 0                | 0                | 0                | 63               | 4                | 0 | 0                    | 0                    | 14                   |                      |                      |
| 2011-2012  | Ducks d'Anaheim            | LNH        | 80  | 3                | 11               | 14               | 72               | -                | - | -                    | -                    | -                    |                      |                      |
| 2012-2013  | Blackhawks de Chicago      | LNH        | 26  | 1                | 0                | 1                | 21               | 1                | 0 | 0                    | 0                    | 0                    |                      |                      |
| 2013-2014  | Blackhawks de Chicago      | LNH        | 48  | 2                | 5                | 7                | 52               | 7                | 0 | 2                    | 2                    | 0                    |                      |                      |
| 2014-2015  | Ak Bars Kazan              | KHL        | 35  | 3                | 4                | 7                | 37               | 9                | 1 | 0                    | 1                    | 4                    |                      |                      |
| 2015-2016  | Lukko Rauma                | Liiga      | 38  | 1                | 3                | 4                | 65               | 4                | 0 | 0                    | 0                    | 4                    |                      |                      |
| 2016-2017  | Monsters de Cleveland      | LAH        | 6   | 0                | 1                | 1                | 2                | -                | - | -                    | -                    | -                    |                      |                      |
| Totaux LNH | Totaux LNH                 | Totaux LNH | 351 | 7                | 37               | 44               | 473              | 25               | 0 | 2                    | 2                    | 32                   |                      |                      |